# カルディナーレ
カルディナーレ（イタリア語: Cardinale）は、イタリア共和国カラブリア州カタンザーロ県にある、人口約2,100人の基礎自治体（コムーネ）。

## 地理

### 位置・広がり

#### 隣接コムーネ
隣接するコムーネは以下の通り。括弧内のVVはヴィボ・ヴァレンツィア県所属を示す。
- アルグスト
- ブロニャトゥーロ (VV)
- キアラヴァッレ・チェントラーレ
- ダーヴォリ
- ガリアート
- サン・ソステネ
- サトリアーノ
- シンバーリオ (VV)
- トッレ・ディ・ルッジェーロ

## 行政

### 分離集落
カルディナーレには、以下の分離集落（フラツィオーネ）がある。
- Novalba, Razzona, Galiano, Coccumella